# Fenia Chertkoff
Fenia Chertkoff (Odessa, 7 ottobre 1869 – Buenos Aires, 31 maggio 1927) è stata un'educatrice, attivista e sindacalista russa naturalizzata argentina.

## Biografia
Chertkoff nacque nel 1869 a Odessa, nel Governatorato di Cherson dell'allora Impero russo, da Moisés Chertkoff e Rosa Demirov, che ebbero nove figli.
Due delle sorelle, anch'esse emigrate come lei in Argentina, furono Mariana, che fu la prima moglie del fondatore del partito socialista argentino, Juan Bautista Justo, e Adela, che sposò il teorico socialista Adolfo Dickman.
Nel 1887, si laureò come insegnante in una scuola nella sua città natale. A causa dei suoi impegni politici, fu costretta all'esilio con la sua famiglia. 
Sposò il socialista Gabriel Gukovsky, con il quale ebbe nel 1890 una figlia, Victoria, nata a Genova, in Italia, città dove si erano trasferiti per curare la tubercolosi di Gabriel. Quando questi venne a mancare tornò brevemente ad Odessa e lasciò infine l'Europa per trasferirsi con le sorelle e la figlia in Argentina, dove visse a Colonia Clara, un insediamento creato da ebrei dell'Europa dell'Est. Ivi fondò una scuola e sviluppò la locale biblioteca. 
Tornata in Europa per trovare la cognata, la Chertkoff si iscrisse all'università di Losanna, in Svizzera, dove si specializzò in pedagogia tra il 1897 e il 1898, completando i suoi studi alla Sorbona un anno dopo. In Europa ebbe modo di apprendere gli studi pedagogici del tedesco Friedrich Fröbel.
Ritornata in Argentica, si trasferì a Buenos Aires, dove visse nella casa di Dickman prima di sposare Nicolás Repetto, membro del Partito Socialista.
Nel 1903, partecipò come delegato al Congresso del Partito socialista, che proponeva, tra le altre cose, l'uguaglianza di genere, l'uguaglianza davanti alla legge per i figli legittimi e illegittimi, l'emanazione della legge sul divorzio e l'indagine sulla paternità. Con le sorelle, Gabriela Laperrière e Raquel Messina. ha co-fondato nel 1920 il Centro socialista femminile e il sindacato delle donne. Ha partecipato ai primi scioperi degli operai e all'organizzazione sindacale di lavoratori in diversi settori, come telefonia, tessile, commercio e fabbriche, contribuendo a promulgazione della legge per rendere la domenica giorno di riposo. Ha inoltre denunciato lo sfruttamento minorile, le cattive condizioni sanitarie nelle fabbriche e le lunghe ore di lavoro.
Soffrì per vent'anni di una cattiva salute prima di morire a Buenos Aires nel 1927. La figlia Victoria ne continuò le lotte e l'impegno politico.